# Gregor Köhne

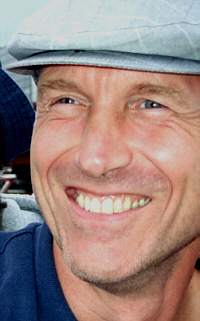
Ody (Gregor Köhne)

Gregor Köhne (Künstlername Ody vam Bruok; * 26. Dezember 1960 in Solingen) ist ein deutscher Dichter, Rezitator und Bühnenautor.

## Leben
Die Intendantin des Berliner KAMA-Theaters Katja Nottke erkannte sein Schreibtalent. Mit dramaturgischer Unterstützung ihres Vaters, Joachim Nottke, schrieb Gregor Köhne sein erstes Musical Mixed Pickles, das im Herbst 1993 im KAMA Premiere hatte. 1994 folgte das Musical Ladyboys und 1995 die erste Autoren- und Regiearbeit Notekicks, ein Soloprogramm für den Sänger Michael Franic.
Seit 1996 legt Köhne den Schwerpunkt auf seine dichterische Arbeit und nennt sich fortan Ody, eine Reminiszenz an den langmütigen und gutgläubigen Hund Odie im Garfield-Comic.
Odys Stil, eine Mischung aus Wortspiel, Dramaturgie, Reim, Rhythmus und vor allem Humor, erinnert an Wilhelm Busch und Heinz Erhardt. Seine Texte sind in Büchern, Zeitschriften und auf CDs veröffentlicht und werden vor Publikum rezitiert. Er ist bis dato der einzige Gewinner des Wilhelm-Busch-Preises, der drei Jahre lang in Folge zu den ersten drei Preisträgern gehörte (1. Preis 2001, 2. Preis 2002 und 2003). 2007 gewann er den Sonderpreis Humor beim Jokers Lyrikpreis, 2014 den Meerbuscher Literaturpreis. Seit 2006 präsentiert Ody Textausstellungen (Pin-Up-Poetry) und eigene Lyrikprogramme u. a. mit dem Lyrik-Ensemble "Das HühnchenTrio" vor Publikum.

## Audio- und Printveröffentlichungen
- Ody-Querbeet, Best Of, Thaleia Verlag, St. Ingbert, 2010
- Wir sind Dichter, Textbeitrag zur Buchausgabe des Athmer Lyrikpreises 2009
- Lyrik live, Hörbuch-Textbeiträge, Contrapunkt-Hörbuch-Verlag, Bückeburg, September 2008
- Wehre dich nicht, Textbeitrag in der Anthologie zum Menantes-Preis 2008
- Komm, Muse, reich mir den Stift, Textbeitrag in der Buchausgabe zum Jokers Lyrikpreis 2007
- Der Kuckuck ist ein scheues Reh, Hörbuch-Textbeitrag, Contrapunkt-Hörbuch-Verlag, Bückeburg, 2007
- Hausmusik, CD-Textbeitrag, Herrenquartett Mistcapala, 2007
- Na bitte…, CD-Textbeiträge, Generalmusikverlag (Matthias Brodowy), 2006
- Jazz Talk mit Röhrkasten, CD-Textbeitrag, Generalmusikverlag (Matthias Brodowy), 2005
- Vom tapsigen Fröschlein und anderen skurrilen Begebenheiten, CD-Textbeiträge, Gruppe 4W, 2004
- Wilhelm-Busch-Preis, Textbeitrag in der jeweiligen Buchausgabe 2001 bis 2003
- Federwelt, Zeitschrift für Autorinnen und Autoren im Uschtrin Verlag, Textbeitrag, Juli/August-Ausgabe 2002
- Dulzinea, Zeitschrift für Lyrik & Bild, Textbeitrag, Erstausgabe 2002
- Kölsche Tön 8, CD-Lyrikbeitrag, Laserlight (DELTA MUSIC), Köln 2001

## Bühnenstücke
- Reim und Raus, Lyrik-Kabarett mit Barbara Dunkel und Wolf Giloi, Premiere in Saarbrücken, 2011
- Odys Romeo und Giulia, Buch und Songtexte, Theaterschiff Maria-Helena Saarbrücken, 2010
- Ody trifft Heinz Erhardt, Lyrikprogramm, Premiere in Saarbrücken, 2010
- Im Weißen Hendl, Ody präsentiert seine Lyrik im Operettenprogramm des HühnchenTrios, Premiere in Trier, 2009
- Paulinchen reist zum Regenbogen, ein Kinderstück in Reimen, Musik: Wolf Giloi, Regie: Frank Lion, Premiere in Saarbrücken, 2009
- GedichtsMassage | In Sachen Liebe, Odys Soloprogramm, Premiere in Saarbrücken, 2008
- Mist & Myrrhe, Ody präsentiert seine Lyrik im Weihnachtsprogramm des HühnchenTrio, Premiere in Trier, 2008
- Schwimm, Hühnchen, schwimm, Ody präsentiert seine Lyrik im Programm des HühnchenTrios, Premiere in Trier, 2007
- Pepita, Bühnenversion des Wilhelm-Busch-Preis-Beitrags, im Programm des Herrenquartetts Mistcapala, 2005
- Maja Inkognito, Bühnensolo für Bettina Böttinger, Köln, 2002
- Notekicks, Buch (Regie und Bühnenbild) zum Soloprogramm von Michael Franic, Berlin 1995
- Ladyboys, Buch und Songtexte, Regie: Claudio Maniscalco, Corny Littmann, KAMA-Theater Berlin, Schmidt-Theater Hamburg, 1994 (Songtexte für Hamburg in Zusammenarbeit mit Edith Jeske)
- Mixed Pickles, Buch und Songtexte, u. a. mit Christiane Maybach und Oliver Feld, Regie: Katja Nottke, KAMA-Theater Berlin, 1993